# João Martins Ferreira do Amaral

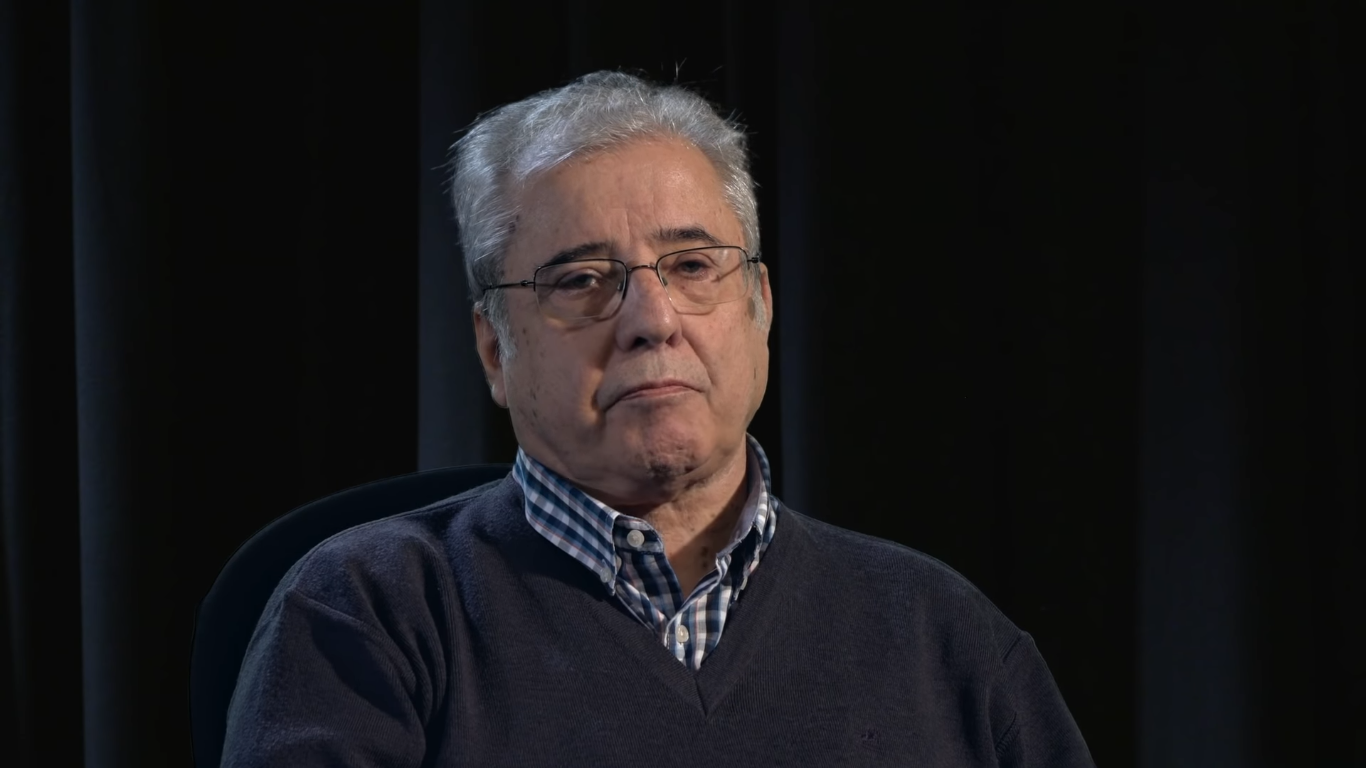
João Ferreira do Amaral

João Martins Ferreira do Amaral (Lisboa, São Sebastião da Pedreira, 16 de Setembro de 1948) é um professor catedrático português, do Instituto Superior de Economia e Gestão, assim como um comentador económico na comunicação social em Portugal. É um conhecido defensor da saída de Portugal da zona Euro.

## Biografia
Filho de João Maria Barreto Ferreira do Amaral, que usou o título de 2.º Barão de Oliveira Lima, e de sua mulher Maria José da Graça Facco Viana de Oliveira Martins, trineta por via matrilineal do sobrinho paterno e de sua mulher a filha do 5.º Marquês de los Soidos Grande de Espanha de 1.ª Classe, descendente cada um deles do irmão primogénito de António de Faria, e de ascendência Italiana e Francesa. É sobrinho-neto de Álvaro Salvação Barreto, sobrinho bisneto de António Maria da Silva Barreto, 12.º neto de Gil Vicente e de sua segunda mulher Milícia Rodrigues, descendente duma sobrinha paterna bastarda de D. Francisco de Almeida, filha bastarda do 2.º Conde de Abrantes e 15.° neto dum parente da geração do pai de Gustavo I da Suécia da Casa de Vasa. É o irmão mais novo de Augusto Martins Ferreira do Amaral e de Joaquim Martins Ferreira do Amaral.